# لعيب

تميمة لعيب

لعيب هو تميمة بطولة كأس العالم 2022 في قطر. وهو عبارة عن مجسم بزي عربي. يتكون من شماغ أبيض غالبًا مع تدلي حبال من العقال. أعلن عنه يوم 1 أبريل 2022 في قرعة كأس العالم 2022. أصل كلمة لعيب باللهجة الخليجية وتعني اللاعب الموهوب جدًا.

## معرض الصور

صورة لعيب على طابع من فئة 10 ريالات قطرية من إصدار بريد قطر
صورة لعيب على طابع من فئة 10 ريالات قطرية من إصدار بريد قطر